# Ryan Allsop
Ryan Allsop (Birmingham, 17 giugno 1992) è un calciatore inglese, portiere del Birmingham City.

## Palmarès

### Club

#### Competizioni nazionali
- Football League Championship: 1

Bournemouth: 2014-2015
- Football League Trophy: 1

Lincoln City: 2017-2018
- Football League One: 1

Birmingham City: 2024-2025